# Sprzedaż detaliczna

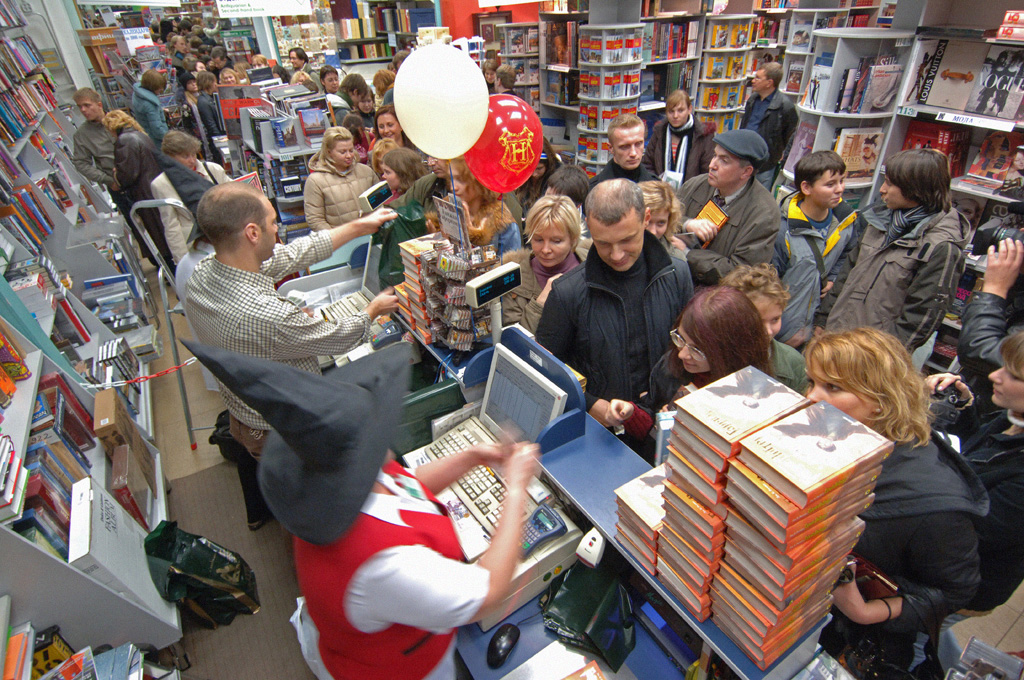
Sprzedaż detaliczna

Sprzedaż detaliczna – czynności związane ze sprzedażą towaru lub usługi wykonywane dla konsumenta finalnego. Dynamika sprzedaży detalicznej jest indeksem mierzącym wartość comiesięcznej sprzedaży detalicznej przedsiębiorstw. 
Zmiany w sprzedaży detalicznej są najszybszym wskaźnikiem pokazującym tendencje w wydatkach konsumpcyjnych społeczeństwa.